# St. Patrick’s Cathedral (Mohale’s Hoek)
Die St. Patrick’s Cathedral, oder Cathedral of Mohale’s Hoek ist eine römisch-katholische Kathedrale in der Stadt Mohale’s Hoek in Lesotho. Der Schutzheilige ist Patrick von Irland.

## Geschichte
St. Patrick’s Cathedral ist eine von fünf römisch-katholischen Kathedralen in Lesotho. Sie ist Bischofssitz der Diözese Mohale’s Hoek (Dioecesis Mohaleshoekensis, geschaffen 1977). Die Diözese gehört zur Kirchenprovinz Maseru.
Bischof ist derzeit (2022) John Joale Tlhomola.

## Architektur
Die Kirche ist äußerlich schlicht, aus hellem Sandstein aufgeführt und mit einem Querschiff versehen. Der Westeingang ist mit drei Portalen versehen und wird von zwei schlanken Glockentürmen flankiert, die wie Schornsteine nur wenig über den Giebel der Kirche hinausragen.

## Persönlichkeiten
- Sebastian Koto Khoarai OMI (1929–2021), Bischof